# Larry Seiple
Larry Seiple (Allentown, 14 febbraio 1945) è un ex giocatore di football americano statunitense che ha giocato nel ruolo di punter per tutta la carriera con i Miami Dolphins della National Football League (NFL). Al college ha giocato a football all’Università del Kentucky.

## Carriera professionistica

### Miami Dolphins
Diversamente dalla maggior parte dei punter, Seiple non disdegnava di ricevere anche i passaggi e portare avanti il pallone in talune occasioni. La sua stagione più prolifica fu quella del 1969 in cui ricevette 577 yard e segnò 5 touchdown, guidando i Dolphins in entrambe le categorie quell'anno. Seiple fu spesso in grado di guadagnare diverse yard su ricezione piuttosto che su punt. Questo tipo di rischio pagò dei dividendi per Miami nel 1972, quando in una gara di playoff contro i Pittsburgh Steelers corse per 37 yard mantenendo viva l'azione della squadra. Miami avrebbe vinto quella partita e anche il Super Bowl, completando la prima e unica stagione da imbattuta della storia della NFL.

## Vittorie e premi
- Super Bowl : 2 Vincitore del Super Bowl (VII, VIII)

## Statistiche
| Yard su ricezione      | 934 |
| Touchdown su ricezione | 7   |